# 제7전략항공여단
제7전략항공여단(우크라이나어: 7-ма бригада тактичної авіації)는 우크라이나 공군 소속 항공 여단으로, 우크라이나 흐멜니츠키주 스타로콘스탄티노우에 본부를 두고 있다. 1951년 소련 공군 소속 제7폭격항공여단의 후신으로 1992년 1월 수립되었다. 2016년부터 러시아-우크라이나 전쟁에 참전하였으며, 2022년 8월 20일에는 러시아의 우크라이나 침공에 맞선 업적으로 용기와 용맹을 위하여 훈장을 받았다. 2024년 러시아군의 공격을 받고 피해를 입었다.  